# Adrian Hasler
Adrian Hasler (Vaduz, 11 februari 1964) is een Liechtensteins politicus. Hij fungeerde van 2013 tot 2021 als premier van Liechtenstein.

## Biografie
Hasler studeerde bedrijfsadministratie aan de Universiteit van Sankt Gallen, waar hij zijn diploma behaalde in 1991. Tussen 1996 en 2004 was hij directeur van de Verwaltungs- und Privat-Bank in Vaduz. In 2001 werd hij verkozen als parlementslid voor de Fortschrittliche Bürgerpartei. In maart 2004 legde hij zowel zijn functie bij de Verwaltungs- und Privat-Bank als in het parlement neer om hoofd te worden van de Liechtensteinse politie. In 2013 stapte hij echter opnieuw in de politiek. Hij werd door zijn partij naar voren geschoven als leider bij de parlementsverkiezingen van 2013, die hij won. Op 27 maart 2013 legde hij de eed af als premier van Liechtenstein. Ook bij de verkiezingen vier jaar later bleef zijn partij de grootste. In 2020 gaf hij aan zijn partij niet te zullen leiden tijdens de eerstkomende verkiezingen in 2021. In maart van dat jaar werd hij opgevolgd als premier door Daniel Risch.